# رشة جريئة (فلم)
رشة جريئة فيلم مصري كوميدي من إنتاج 2001 من بطولة أشرف عبد الباقي وياسمين عبد العزيز. الفيلم من تأليف ماهر عواد وإخراج سعيد حامد.
تاريخ عرض الفيلم يوافق عيد الأضحى 1421 هـ.

## القصة
تدور أحداث الفيلم حول سلماوي (أشرف عبد الباقي) الذي يحاول الوصول إلى الشهرة والمجد عن طريق الفن الذي يتمثل في المسرح والسينما ويحاول أن يتقن دور عطيل، يقع هو وميما (ياسمين عبد العزيز) في تهمة قتل المخرج شوكت حلبي (علي حسنين)، ويهربان وتستمر الأحداث حتى يعترف صُبيح بقتلة للمخرج وتظهر براءة الاثنين.

## وصلات خارجية
- مقالات تستعمل روابط فنية بلا صلة مع ويكي بيانات